# Schwangau
Schwangau è un comune della Germania, sito in Baviera nei pressi di Füssen.
Il nome è costituito dall'unione tra le parole tedesche "Schwan" (Cigno) e "Gau" (contea, territorio, zona), di modo da poter essere tradotto come "contea del cigno".

## Economia

### Turismo
Principali attrazioni del paese sono il Castello di Hohenschwangau e il Castello di Neuschwanstein, situati sulle alture della frazione Hohenschwangau, il cui nome indica la parte alta (hohen) del comune di Schwangau (contea del cigno), di modo che complessivamente si può tradurre come "contea del cigno" alta. 
Il centro abitato, situato nei pressi del lago Alpsee, è costituito principalmente da alberghi e dipende esclusivamente dal turismo, che conta circa 2 milioni di turisti all'anno.

### Luoghi d'interesse
Punto d'inizio della Romantische Straße, si trova al centro di più gruppi montuosi: le Alpi bavaresi, le Alpi della Lechtal e le Alpi dell'Allgäu; numerosi sono anche i laghi che caratterizzano questa zona.

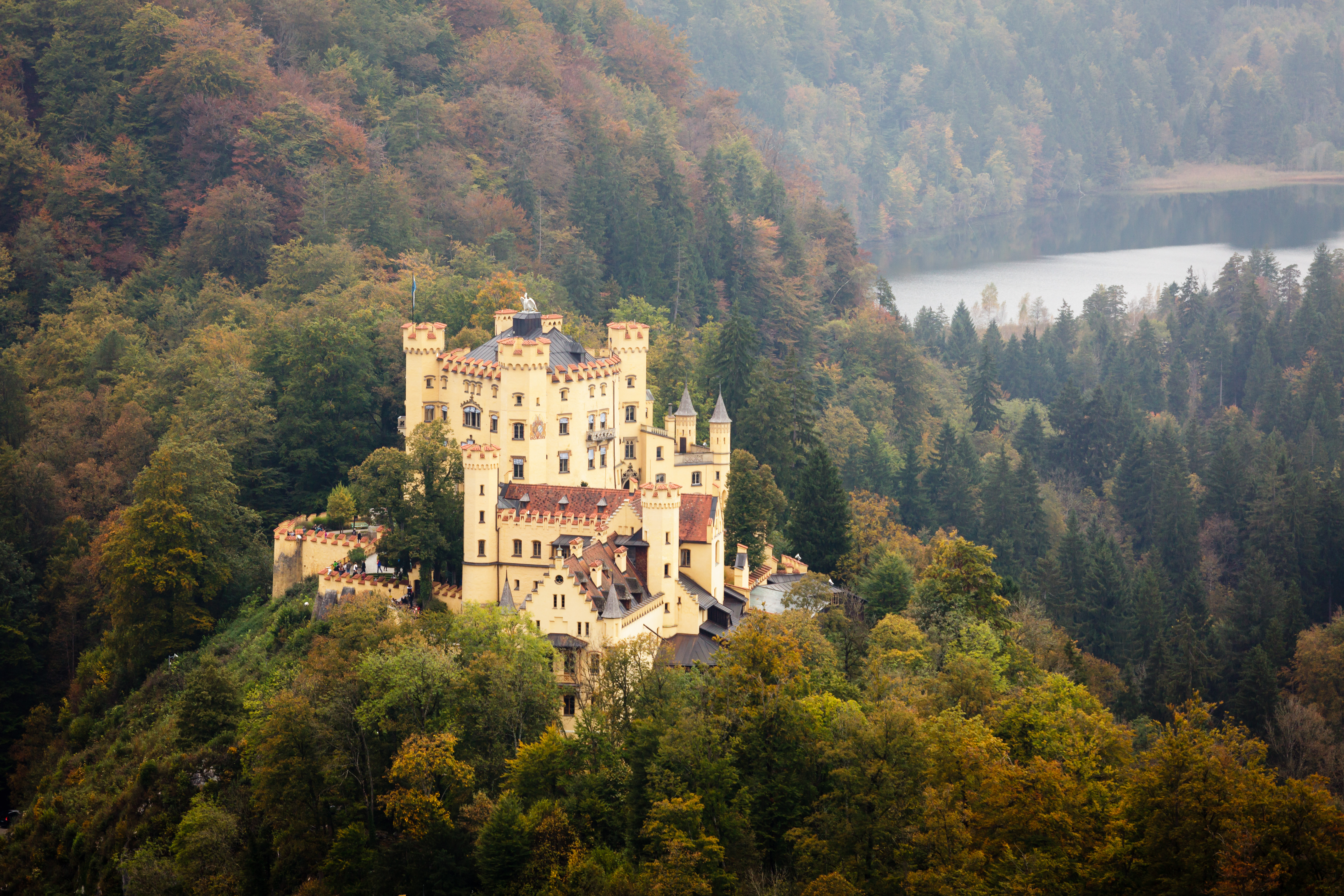
Castello di Hohenschwangau
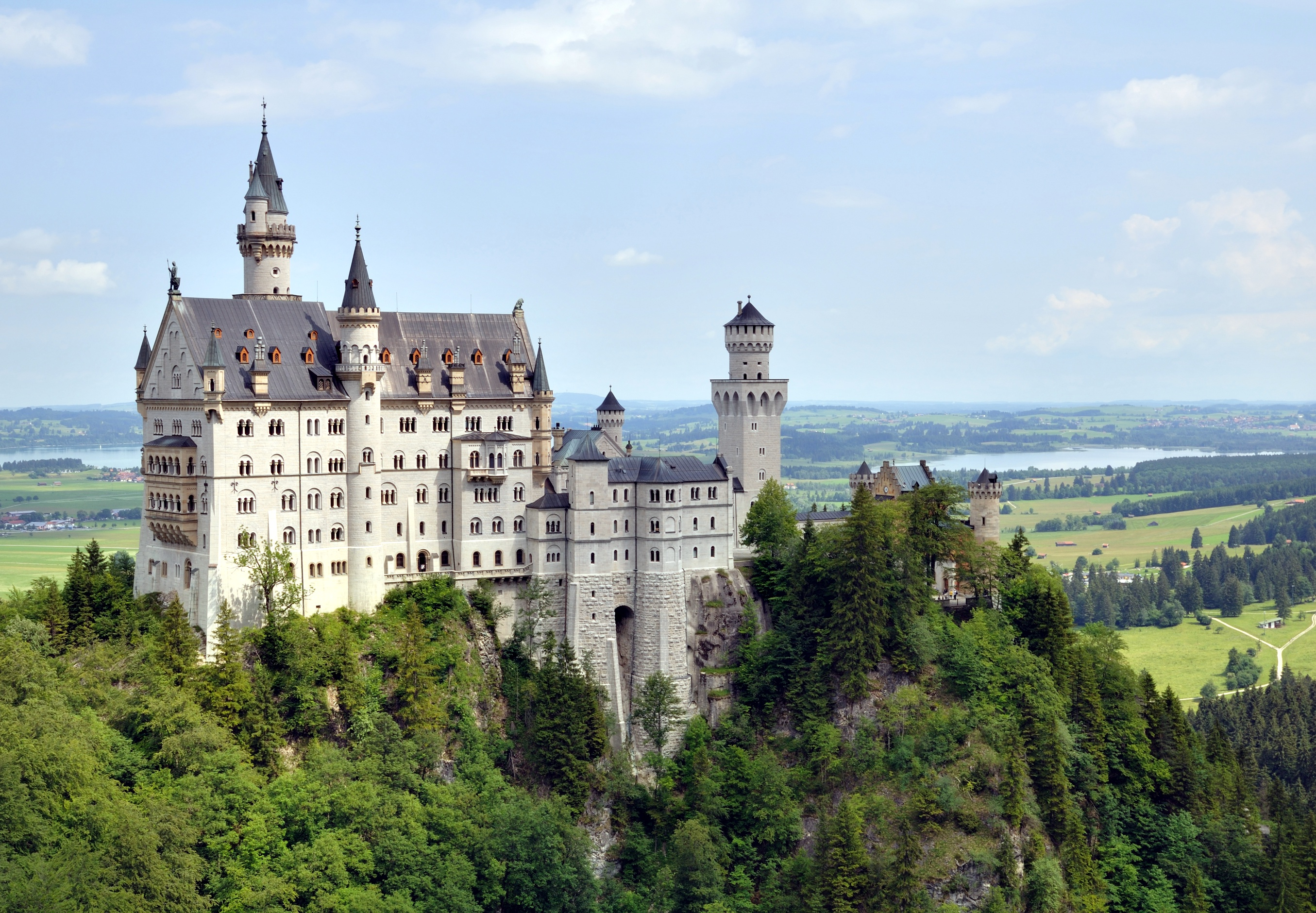
Castello di Neuschwanstein

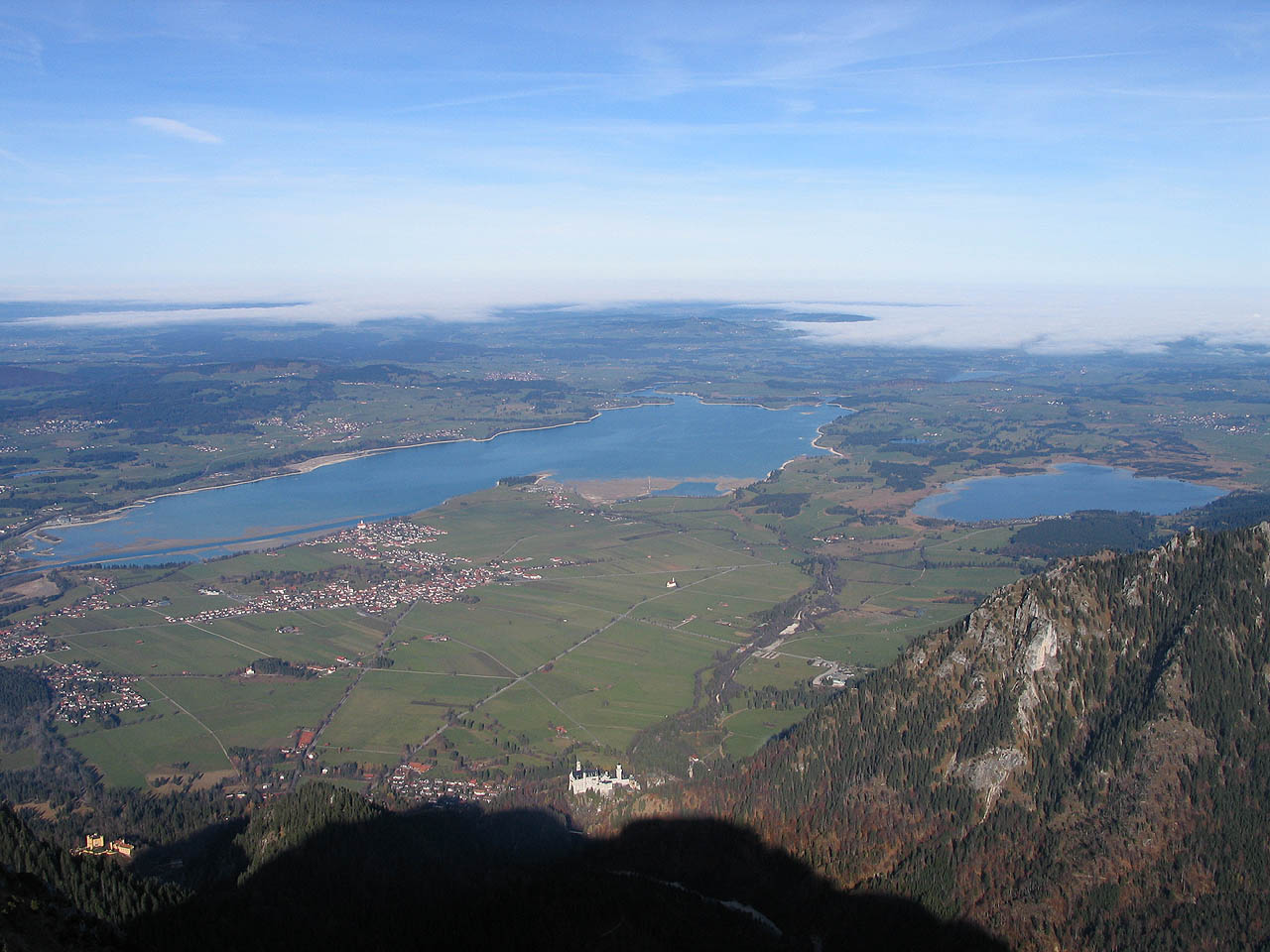
Veduta di Schwangau dal Monte Säuling (sud); nella parte sinistra si nota l'abitato principale, mentre in basso sono visibili il Castello di Hohenschwangau (a sinistra) e il Castello di Neuschwanstein (al centro)

## Istruzione
- Gymnasium mit Internat Hohenschwangau: è un liceo statale con annesso collegio. Attualmente ci sono 773 studenti, di cui circa 100 vivono nel collegio. Il collegio è composto da 83 insegnanti.

L'area della scuola e del convitto si trova ai piedi del castello di Neuschwanstein, a sinistra del castello di Hohenschwangau, nel mezzo del paesaggio lacustre dell'Ostallgäu.